# ゲイラン・インターナショナルFC
ゲイラン・インターナショナルFC（英語: Geylang International FC）は、シンガポールプレミアリーグに所属するシンガポールのサッカークラブである。

## 概要
ホームスタジアムは、ベドック地区にある、ベドックスタジアム。クラブのマスコットはワシ。クラブのカラーは緑である。

## 歴史
元々、シンガポールのトップリーグであったシンガポール国内リーグにゲイラン・インターナショナル（Geylang International）として参加しており、この中の強豪クラブとして知られていた。1996年にSリーグがスタートする際に、ゲイラン・ユナイテッドFCに改名したが、2012年に再びゲイラン・インターナショナルFCに改名し現在に至っている。
2024-25シーズン、チームとして無冠だったものの、土井智之がシンガポールプレミアリーグ31試合で44ゴールを挙げてミルコ・グラボヴァツが保持していた最多得点記録（38ゴール）を大きく更新するなど、公式戦35試合に出場し50ゴールの大台に到達する大記録を樹立した。

## パートナーシップ
2016年11月23日、松本山雅FCと業務提携契約を締結。
2023年2月1日、シティ・フットボール・グループ (CFG) とパートナーシップを締結したことを発表。同年1月12日に加入を発表した山谷侑士との契約はCFGの後援によるものとしている。

## 所属メンバー
2016年2月6日現在
注：選手の国籍表記はFIFAの定めた代表資格ルールに基づく。
| No. | Pos. |              | 選手名                         |
| --- | ---- | ------------ | ------------------------------ |
| 1   | GK   | シンガポール | ハイルル・シルハン             |
| 2   | MF   | シンガポール | アンデルス・エリク・アプリン   |
| 3   | DF   | 日本         | 市川祐樹                       |
| 4   | MF   | シンガポール | イサ・ハリム                   |
| 5   | DF   | シンガポール | シャリフ・アブドゥル・サマ     |
| 6   | DF   | シンガポール | ジェーヴァバニ・ドゥキラン     |
| 7   | MF   | シンガポール | ガブリエル・クァック           |
| 8   | DF   | シンガポール | ダニエル・ベネット()           |
| 9   | DF   | シンガポール | ファリツ・アブドゥル・ハメード |
| 10  | FW   | シンガポール | シャーフィク・ガニ             |
| 11  | MF   | シンガポール | サフィルル・スレイマン         |
| 12  | GK   | シンガポール | ルッセル・サンタ・マリア       |

| No. | Pos. |              | 選手名                         |
| --- | ---- | ------------ | ------------------------------ |
| 13  | FW   | シンガポール | インドラ・サーダン・ダウド     |
| 14  | MF   | シンガポール | スタンレー・ン                 |
| 15  | FW   | クロアチア   | ブランコ・キュブリロ           |
| 17  | FW   | シンガポール | アミ・レチャ                   |
| 18  | DF   | シンガポール | アル＝カーシミ・ラハマン       |
| 19  | MF   | アルゼンチン | カルロス・アルベルト・デルガド |
| 20  | MF   | シンガポール | ノル・アズリ・ユソフ           |
| 21  | FW   | シンガポール | シャワル・アヌアル             |
| 22  | MF   | シンガポール | タウフィク・ガニ               |
| 23  | FW   | シンガポール | サヒル・スハイミ               |
| 24  | GK   | シンガポール | シャズワン・ブハリ             |
| 25  | MF   | シンガポール | ブランドン・コー               |

## タイトル
Sリーグ
- リーグ優勝:2回

1996年、2001年
- シンガポールFAカップ:1回

1996年
旧シンガポール国内リーグ
- プレミアディヴィジョン:4回

1988年、1989年、1990年、1991年、1992年、1993年
- ナショナルリーグ:2回

1975年、1976年、1977年
- プレジデンツ・カップ:5回

1976年、1978年、1990年、1991年、1995年

## 歴代所属選手
- 末岡龍二 2006
- 瀬戸春樹 2009-2010
- 中野裕太 2011
- 伊藤拓真 2013
- 川上典洋 2013
- 井畑翔太郎 2013
- 福田健人 2014-2015
- 市川祐樹 2014-2021
- 乾達朗 2015
- 鈴木ブルーノ 2015
- 佐久間理央 2022-
- 手塚貴大 2022-
- 山谷侑士 2023
- 田中想来 2024-
- 谷口遼弥 2024-
- 土井智之 2024-25

## 歴代監督
- 臼井弘貴 2018